# Трећа посланица Јованова
Ова Посланица упућена је Гају. Тешко је утврдити дали је реч о истом Гају из Посланице Римљанима или Коринћанима. У овом спису препоручује се хришћанска љубав која се изражава гостољубљем нарочито према мисионарима.